# 鎌谷市
鎌谷市（日语：／ Kamagaya shi */?）是千葉縣西北部東葛地域的一市。往東京都特別區部的通勤率達27.4%，往船橋市為11.9%（平成22年國勢調査）。

## 地理
- 位於千葉縣西北部，鄰柏市、白井市、松戶市、市川市、船橋市。
- 北部有注入手賀沼（日语：手賀沼）的大津川（日语：大津川 (千葉県)），南部的大柏川（日语：大柏川）及根鄉川（日语：根郷川）是注入東京灣的海老川（日语：海老川）支流。
- 地形上屬下總台地（日语：下総台地）與谷津田（日语：谷戸），海拔最低點約7公尺，最高約30公尺。
- 目前正在開發市役所周邊的新鎌谷（日语：新鎌ケ谷）地區。
- 北部有海上自衛隊下總航空基地（日语：下総航空基地），西部（櫟山地區）有陸上自衛隊松戶駐屯地（日语：松戸駐屯地）。
- 東經140度線通過本市中央。

## 歷史
- 市內挖掘出繩文時代貝塚，也是現在貝柄山公園名稱的由來。
- 鎌倉時代相馬氏（日语：相馬氏）領佐津間。
- 江戶時代本多氏領現在鎌谷市部分地區。
- 江戶時代作為小金牧（日语：小金牧）一部分，是野生馬供給地。現在的地名「馬込澤」便是源自於此。
- 1616年（元和2年）：幕府將中澤一帶賜與原田勘兵衛。
- 1776年（安永5年）：大黑屋文右衛門（福田文右衛門）建立鎌谷大佛（日语：鎌ヶ谷大仏）。
- 1869年（明治2年）5月19日：成立開墾會社。[1]
- 1869年（明治2年）10月2日：下總國開墾局知事北島秀朝（日语：北島秀朝）公告新地名「初富」－「最初開墾之地，期望富庶繁榮」。[1]
- 1869年（明治2年）：初富（日语：初富）啟動大規模開拓事業。之後陸續命名二和（日语：二和）、三咲（日语：三咲）（以上船橋市）、豐四季（柏市）、五香（日语：五香）、六實（日语：六実）（以上松戶市）、七榮（日语：七栄）、八街、九美上（日语：九美上）、十倉（日语：十倉）、十余一（日语：十余一）、十余二（日语：十余二）、十余三（日语：十余三）等新地名。
- 1872年（明治5年）5月：開墾事業失敗，開墾局、開墾會社廢止。[1]
- 1889年（明治22年）：鎌谷、初富、粟野、中澤、道野邊、佐津間6村與脫離印旛郡根村（現在白井市一部分）的輕井澤地區合併成立「鎌谷村」。[2]
- 1909年（明治42年）9月28日：東葛人車鐵道（日语：東葛人車鉄道）（中山 - 鎌谷）通車。

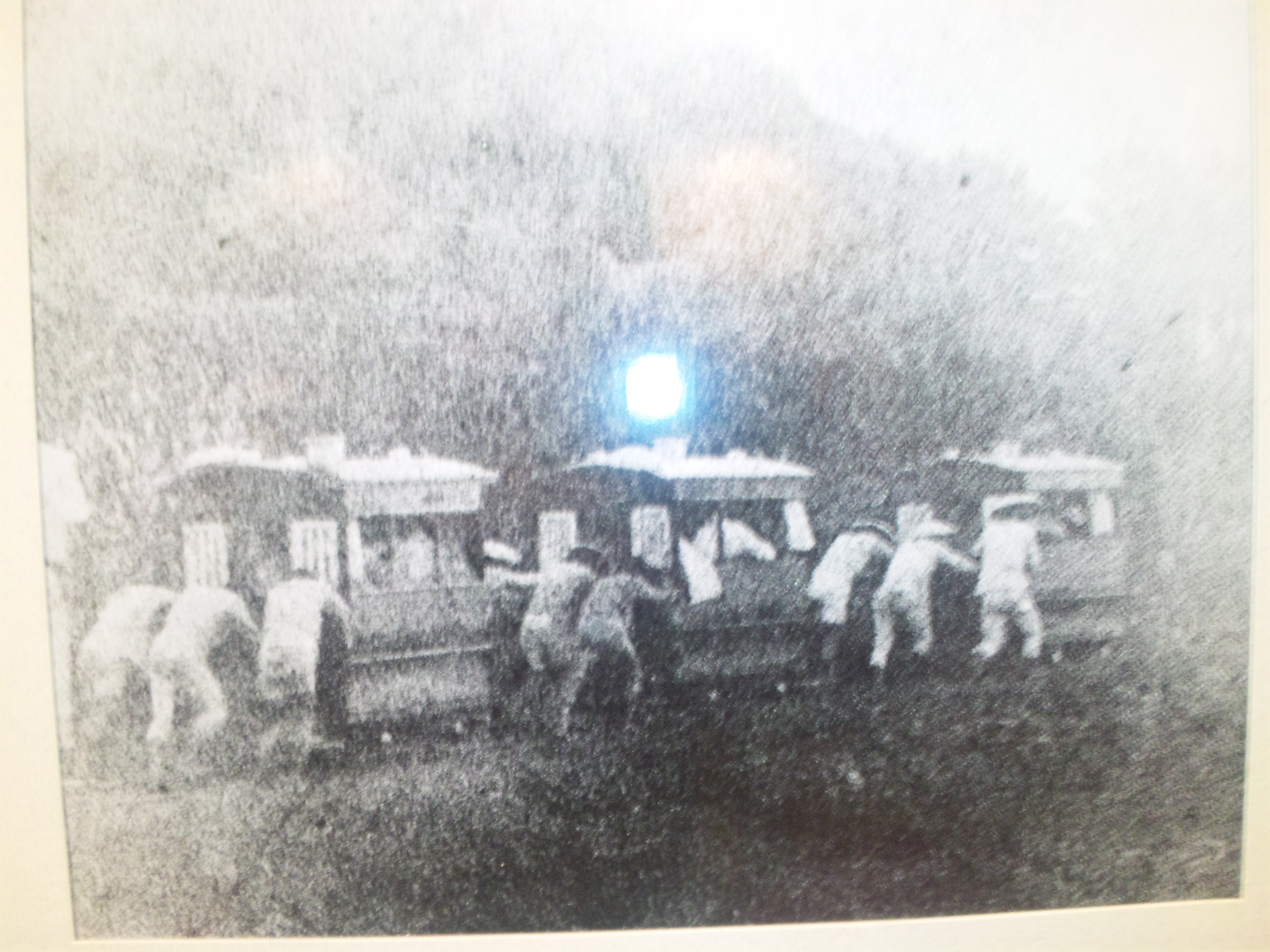
東葛人車鐵道

- 1917年（大正6年）：東葛人車鐵道撤除。[3]
- 1920年（大正9年）：第一回國勢調査，鎌谷村戶數686，人口4160（男1996、女2164）[4]
- 1923年（大正12年）12月27日：北總鐵道船橋線（現在東武鐵道野田線）通車。
- 1949年（昭和24年）1月8日：新京成線（瀧不動站 - 鎌谷大佛站）通車。
- 1958年（昭和33年）8月1日：町制施行。
- 1971年（昭和46年）9月1日：市制施行。
- 1979年（昭和54年）3月9日：北總線（北初富站 - 小室站）暫時通車。
- 1991年（平成3年）3月31日：新鎌谷站開業。
- 2004年（平成16年）4月3日：新鎌谷（日语：新鎌ケ谷）地區開街。

### 市名由來
江戶時代稱為「釜原」，後演變為鎌谷。另一說是以前鎌谷市周邊蒲（かば）、茅（かや）叢生，從蒲茅轉變為鎌谷。也有此地是鎌形谷地說法。

### 市域變遷
| 1868年 以前                | 1868年 以前       | 1868年 以前         | 1872年 (明治5)      | 1875年 (明治8) | 1889年 (明治22) 4月1日 | 1958年 (昭和33) 8月1日 | 1971年 (昭和46) 9月1日 | 現在     |
| -------------------------- | ----------------- | ------------------- | ------------------- | -------------- | ---------------------- | ---------------------- | ---------------------- | -------- |
| 葛 飾 郡 之 後 東 葛 飾 郡 |                   | 鎌谷村              | 鎌谷村              | 鎌谷村         | 鎌谷村                 | 町制                   | 市制                   | 鎌 谷 市 |
| 葛 飾 郡 之 後 東 葛 飾 郡 |                   | 小金牧 一部分       | 初富村              | 初富村         | 鎌谷村                 | 町制                   | 市制                   | 鎌 谷 市 |
| 葛 飾 郡 之 後 東 葛 飾 郡 | 粟野村            |                     |                     |                | 鎌谷村                 | 町制                   | 市制                   | 鎌 谷 市 |
| 葛 飾 郡 之 後 東 葛 飾 郡 | 中澤村            |                     |                     |                | 鎌谷村                 | 町制                   | 市制                   | 鎌 谷 市 |
| 葛 飾 郡 之 後 東 葛 飾 郡 | 道野邊村          |                     |                     |                | 鎌谷村                 | 町制                   | 市制                   | 鎌 谷 市 |
| 葛 飾 郡 之 後 東 葛 飾 郡 | 佐津間村          |                     |                     |                | 鎌谷村                 | 町制                   | 市制                   | 鎌 谷 市 |
| 葛 飾 郡 之 後 東 葛 飾 郡 | 串崎新田飛地      |                     |                     |                | 鎌谷村                 | 町制                   | 市制                   | 鎌 谷 市 |
| 印 旛 郡                   |                   | 印旛郡 輕井澤新田   | 印旛郡 輕井澤新田   | 印旛郡 根村    | 鎌谷村                 | 町制                   | 市制                   | 鎌 谷 市 |
| 印 旛 郡                   |                   | 印旛郡 白井木戶新田 | 印旛郡 白井木戶新田 | 印旛郡 根村    | 印旛郡 白井村          | 印旛郡 白井村          | 印旛郡 白井町          | 白 井 市 |
| 印 旛 郡                   | 印旛郡 中木戶新田 |                     |                     | 印旛郡 根村    | 印旛郡 白井村          | 印旛郡 白井村          | 印旛郡 白井町          | 白 井 市 |
| 印 旛 郡                   | 印旛郡 七次村     |                     |                     | 印旛郡 根村    | 印旛郡 白井村          | 印旛郡 白井村          | 印旛郡 白井町          | 白 井 市 |

### 昭和、平成大合併
昭和大合併時，村內曾有與松戶市、船橋市合併的提議，到平成大合併時，白井市也有傳出與本市合併的意見，但都未能實現。本市自建立現代市町村制度的1889年以來，已超過百年未進行市町村合併。其他類似案例還有千葉縣浦安市、富里市、酒酒井町。

## 人口
| 鎌谷市人口分布圖 |                                               |  |
| 鎌谷市與日本全國年齡別人口分布比較圖 （2005年資料） | 鎌谷市的年齡、男女別人口分布圖 （2005年資料） |  |
| ■紫色是鎌谷市 ■綠色是全国 | ■藍色是男性 ■紅色是女性                       |  |
| 鎌谷市人口變化 \| 1970年 \| 40,988人 \| \| \| 1975年 \| 63,288人 \| \| \| 1980年 \| 76,157人 \| \| \| 1985年 \| 85,705人 \| \| \| 1990年 \| 95,052人 \| \| \| 1995年 \| 99,694人 \| \| \| 2000年 \| 102,573人 \| \| \| 2005年 \| 102,812人 \| \| \| 2010年 \| 107,853人 \| \| \| 2015年 \| 108,917人 \| \| \| 2020年 \| 109,932人 \| \| |                                               |  |
| 資料來源：日本總務省統計中心提供之人口普查數據 |                                               |  |
| 1970年 | 40,988人                                      |  |
| 1975年 | 63,288人                                      |  |
| 1980年 | 76,157人                                      |  |
| 1985年 | 85,705人                                      |  |
| 1990年 | 95,052人                                      |  |
| 1995年 | 99,694人                                      |  |
| 2000年 | 102,573人                                     |  |
| 2005年 | 102,812人                                     |  |
| 2010年 | 107,853人                                     |  |
| 2015年 | 108,917人                                     |  |
| 2020年 | 109,932人                                     |  |

## 行政

### 市長
市長：芝田裕美（しばた ひろみ）
任期：2021年7月18日 - 2025年7月17日，第一任

### 廣域行政
- 松戶市、野田市、柏市、流山市、我孫子市、鎌谷市等6市組成的東葛飾廣域連絡協議會在2006年（平成18年）5月成立政令指定都市問題研究會，進行基礎數據收集分析、政令指定都市制度研究等。
- 2007年4月27日，市川市、船橋市、松戶市、鎌谷市成立東葛飾･葛南地域4市政令指定都市研究會，研究合併與政令指定都市升格等相關研究。

## 立法

### 市議會
- 席次：24名
- 任期：2023年（令和3年）4月23日 - 2027年（令和9年）4月29日
- 議長：中村潤一（なかむら じゅんいち，政友會，第三任）
- 副議長：宗川洋一（そうかわ よういち，政友會，第三任）

| 黨派       | 席次 |
| ---------- | ---- |
| 政友会     | 11   |
| 公明黨     | 5    |
| 未來会議   | 4    |
| 立憲民主党 | 2    |
| 日本共產黨 | 1    |
| 日本維新會 | 1    |

### 千葉縣議會（鎌谷市選舉區）
- 席次：2名
- 任期：2023年（令和5年）4月9日 - 2027年（令和9年）4月29日

| 姓名                          | 黨派             | 當選次數 |
| ----------------------------- | ---------------- | -------- |
| 岩波初美（いわなみ はつみ）   | 北総衝刺之會（北総ダッシュの会） | 2        |
| 松澤武人（まつざわ たけひと） | 無所屬           | 1        |

## 產業
- 縣內主要梨產地，多觀光梨園（近年逐漸減少）。
- 1986年（昭和61年）10月開發日本最早的梨白蘭地。鎌谷市農業協同組合在1987年（昭和62年）10月推出梨白蘭地「梨の里」、梨酒「梨のささやき」。現在由「鎌谷梨酒·梨白蘭地株式會社」（鎌ケ谷梨ワイン・ブランデー株式会社）銷售。
- 除了梨園，市內也有葡萄與番薯等觀光農園（近年逐漸減少）。其他特產有麵類、醋、醬汁等。

### 設立本社的主要企業
- 藥的福太郎（日语：くすりの福太郎）
- 茂野製麺
- 新京成電鐵
- SUBARU書店（日语：すばる (企業)）
- 東洋房屋（東洋ハウジング）
- 船橋新京成巴士（日语：船橋新京成バス）
- 北總鐵道
- Hair & Make TRUTH
- 私市釀造

### 郵局
- 05083 鎌谷郵便局（日语：鎌ケ谷郵便局）：集配局
- 05382 鎌谷新田郵便局
- 05457 鎌谷站前郵便局
- 05492 鎌道野邊郵便局
- 05523 鎌谷中澤郵便局
- 05528 鎌谷初富郵便局
- 05576 鎌谷中央一郵便局
- 05594 鎌谷南初富郵便局

## 姊妹、友好都市
- 華卡塔尼（紐西蘭）
1997年11月16日在鎌谷市舉行簽字儀式。

## 地域

### 新鎌谷（中央地區）
- 行政中心，新開發的市區。

### 北部地區
- 北總線北側的佐津間、輕井澤等地區保留果園等自然環境。東北部有海上自衛隊下總航空基地（日语：下総航空基地）。

### 南部地區
- 明治時代開墾的「初富」地區。北總線南側的東道野邊、道野邊中央、東中澤、東初富等是廣大的住宅區。以鎌谷站、鎌谷大佛站、縣道8號船線（日语：千葉県道8号船橋我孫子線）（船取線）、縣道57號（日语：千葉県道57号千葉鎌ケ谷松戸線）為中心發展。此外，西南部有鬥士鎮（日语：ファイターズスタジアム）。

### 櫟木山地區
- 市西部，鄰松戶市，是陸上自衛隊松戶駐屯地（日语：松戸駐屯地）所在地。串崎新田多果園。

### 地域問題
- 市內幹道在周六日常有交通堵塞的情形。這是由於市內多交叉路口與平交道、且未設右轉車道、國道464號（日语：国道464号）在新鎌谷附近中斷（行車路線上與縣道重複）等多種因素所造成。現在新京成線已開始進行高架化、國道464號也規劃繞道（粟野繞道），預計能減緩交通問題。
- 此外，幹道沿線有許多路邊大型購物商場，為避免堵車，轉入周邊住宅區巷道內的車流也造成通學路等交通流量大增。
- 新鎌谷地區的開發之下，與造成舊市區商業衰退。

### 住宅團地
- 鎌谷Green Heights（鎌ヶ谷グリーンハイツ）
- 東武鎌谷團地

## 教育

### 高等學校
- 千葉縣立鎌谷高等學校
- 千葉縣立鎌谷西高等學校

### 中學校
- 市立鎌谷中學校
- 市立第二中學校
- 市立第三中學校
- 市立第四中學校
- 市立第五中學校

### 小學校
| - 市立鎌谷小學校 - 市立東部小學校 - 市立北部小學校 - 市立南部小學校 - 市立西部小學校 | - 市立中部小學校 - 市立初富小學校 - 市立道野邊小學校 - 市立五本松小學校 |

## 交通

### 鐵路
中心車站：鎌谷站 - 但現在重心逐漸移往四條路線交會、使用人數最多的新鎌谷站。
東武野田線、新京成線、北總線、成田Sky Access（成田機場線）在新鎌谷站交會。藉由北總線、成田Sky Access（京成線、都營淺草線、京急線直通運轉）特急前往都心（日本橋站）約30分，至成田機場也同樣約30分。
新京成電鐵
- 新京成線：櫟山站 - 北初富站 - 新鎌谷站 - 初富站 - 鎌谷大佛站

北總鐵道
- 北總線：新鎌谷站

京成電鐵
- 成田機場線：新鎌谷站

東武鐵道
- 野田線（東武都市公園線）：鎌谷站 - 新鎌谷站

北部佐津間地區也可利用六實站（松戶市），南部地區可利用馬込澤站（船橋市）。

### 道路
- 一般國道
  - 國道464號（日语：国道464号）
  - 北千葉道路（日语：北千葉道路）（將作為國道464號的繞道。市川市北千葉JCT～鎌谷消防署前區段規劃中）
- 都道府縣道
  - 主要地方道
    - 千葉縣道8號船橋我孫子線（日语：千葉県道8号船橋我孫子線）（通稱船取線）
    - 千葉縣道57號千葉鎌谷松戶線（日语：千葉県道57号千葉鎌ケ谷松戸線）
    - 千葉縣道59號市川印西線（日语：千葉県道59号市川印西線）（木下街道）

  - 一般縣道
    - 千葉縣道281號松戶鎌谷線（日语：千葉県道281号松戸鎌ケ谷線）

### 巴士
路線巴士
- 千葉彩虹巴士（日语：ちばレインボーバス）
- 船橋新京成巴士（日语：船橋新京成バス）

社區巴士
- 「桔梗號（日语：ききょう号）」

## 觀光

### 名勝
- 市制紀念公園
  - 園內附設棒球場，並有展示蒸汽火車頭（D51385號機）、航空自衛隊飛機等。
- 貝柄山公園
- 市民之森
- 觀光梨園

### 古蹟
- 鎌谷寺（日语：鎌谷寺）
- 八幡神社（日语：八幡神社 (鎌ケ谷市)）
- 道野邊八幡宮（日语：道野辺八幡宮）
- 右京塚神社（日语：右京塚神社）
- 鎌谷大佛（日语：鎌ヶ谷大仏）
- 下總小金中野牧跡（日语：下総小金中野牧跡）

### 祭典
- YOSAKOI鎌谷（YOSAKOIかまがや）
- 鎌谷捕込寄席（鎌ヶ谷とっこめ寄席）

### 運動
- 日本火腿鬥士鎮鎌谷
日本火腿鬥士二軍主場。主要設施包括鬥士球場（日语：ファイターズスタジアム）與室內練習場、選手宿舍「勇翔寮」。

- 柏雷素爾
主場在鄰近的柏市，但該隊的活動範圍涵蓋了東葛地域（日语：東葛地域）的鎌谷、我孫子、松戶、野田、印西、流山、白井8市。

## 知名人士
- 藤江麗奈（NMB48、前AKB48）

## 備註
1. 1 2 3  平成20年度鎌ケ谷市郷土資料館企画展 初富 -明治の下総台地開墾- （2009年） 編集・発行 鎌ケ谷市郷土資料館
2. ↑  角川日本地名大辞典
3. ↑  東葛飾郡案内（大正8年）
4. ↑  日本国勢調査記念録 千葉県(大正11年、12年)

## 外部連結
行政
- 鎌ケ谷市 （页面存档备份，存于）